# يوشينوري آبي
يوشينوري آبي مواليد 10 سبتمبر 1972 في كاناغاوا، اليابان، هو لاعب كرة قدم ياباني سابق كان يلعب كمهاجم.

## المسيرة الاحترافية

### أندية لعب لها
- طوكيو فيردي
- فيغالتا سنداي
- ساغان توسو
- طوكيو فيردي
- فيغالتا سنداي
- شونان بلمار
- كاواساكي فرونتال

## روابط خارجية
- يوشينوري آبي على موقع رابطة كرة القدم اليابانية للمحترفين (اليابانية)
- يوشينوري آبي على موقع قاعدة بيانات كرة القدم.إي يو (الإنجليزية)
- يوشينوري آبي على موقع عالم كرة القدم.نت (الإنجليزية)